# Humanoid
En humanoid (fra det engelske human for menneske og -oid "lignende") er et begreb, der anvendes til at beskrive alle former for skabninger, som har en kropstruktur der ligner menneskets; det vil sige en krop med to arme, to ben og et hoved på toppen. 

## Historie
Udtrykket dukkede først op i 1912 for at henvise til fossiler, som var morfologisk sammenlignelige, men ikke er identiske med menneskets skelet. Selvom brugen af ordet var almindeligt i videnskabelige kredse det meste af det 20. århundrede, anses brugen nu for sjælden.

## Udbredelse
Mere generelt kan udtrykket henvise til noget med en "unik" menneskelig egenskab eller tilpasning, såsom evnen til at gå i en oprejst position osv. Det bruges oftest i populærkulturen, især i fantasy og science fiction, hvor det beskriver fiktive væsener og robotter.